# Piotr Silmanowicz
Piotr Antoni Silmanowicz (ur. 1949) – polski lekarz weterynarii, profesor doktor habilitowany nauk weterynaryjnych, specjalność chirurgia.
Do 2016 prodziekan Wydziału Medycyny Weterynaryjnej Uniwersytetu Przyrodniczego w Lublinie, aktualnie kierownik Katedry i Kliniki Chirurgii Zwierząt na tymże wydziale. Tytuł profesora otrzymał w 2008 roku.